# Jan Blommaert

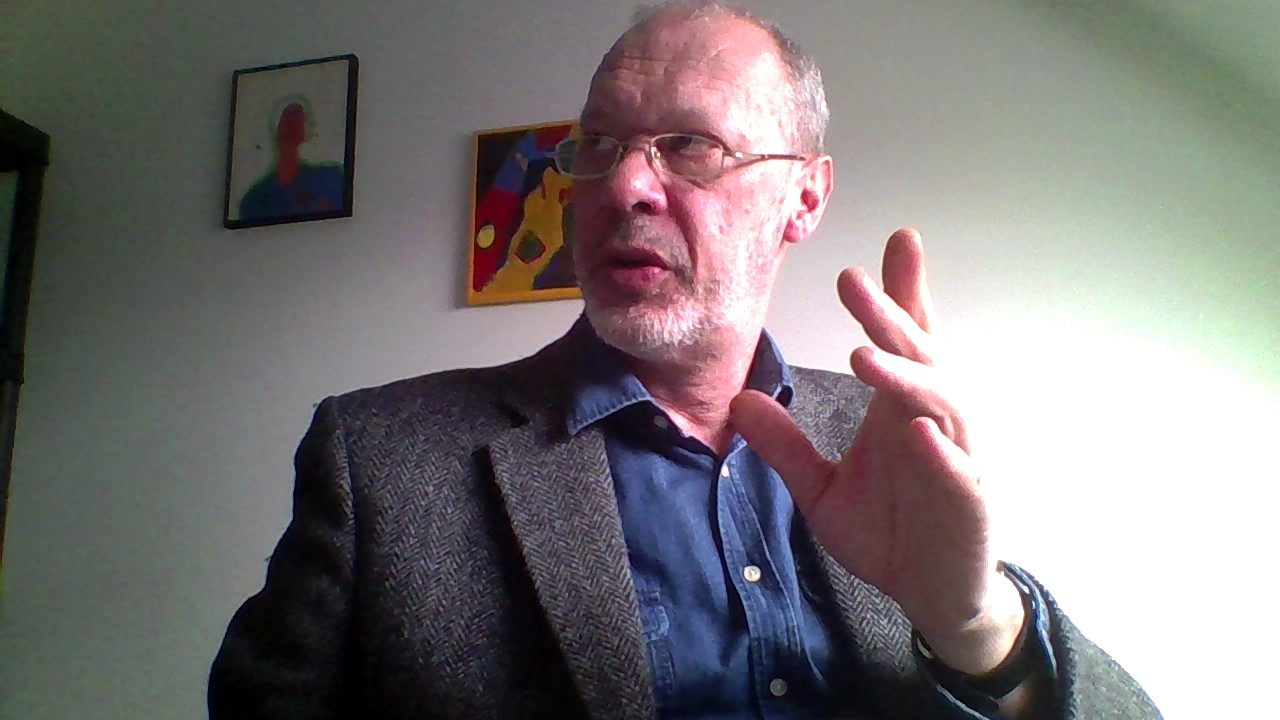
Jan Blommaert (2016)

Jan Blommaert (geboren 4. November 1961 in Dendermonde; gestorben 7. Januar 2021 in Antwerpen) war ein belgischer Soziolinguist und Vertreter der linguistischen Anthropologie. Er war Leiter des Babylon Centers an der Universität Tilburg.

## Biographie
Blommaert wurde in Dendermonde als Sohn eines Metzgers geboren und wuchs in Brüssel auf. Nach seinem Studium wurde er 1989 in Afrikanischer Philologie und Geschichte an der Universität Gent promoviert. Von 1997 bis 2005 war er Professor für Afrikanische Linguistik und Soziolinguistik an der Universität Gent. Anschließend wechselte er an das Institut für Erziehungswissenschaften der Universität London. Im Jahr 2007 wurde er Professor für Sprache, Kultur und Globalisierung an der Universität Tilburg, wo er ab 2008 bis zu seinem Tod das Babylon Center for the Study of Superdiversity leitete. Zudem hatte er Gastprofessuren an der Gerhard-Mercator Universität Duisburg, Universität Pretoria, Universität Chicago, Universität Jyväskylä, Universität für Sprache und Kultur Peking, Hellenic American University und an der Universität des Westkaps.
Im März 2020 wurde bei Blommaert Krebs diagnostiziert. Er starb 2021 im Alter von 59 Jahren.

## Werk
In seiner wissenschaftlichen Arbeit befasste er sich theoretisch und empirisch unter anderem mit dem Einfluss der Globalisierung, Migration und Superdiversität auf die Sprache. Ein Schwerpunkt lag dabei auf alten und neuen Ausgrenzungen und Machtasymmetrien durch Globalisierungsprozesse sowie auf der Rolle von Sprache in politischen und sozialen Strukturen. Er untersuchte diese Phänomene und ihre Auswirkungen zumeist mit ethnolinguistischen und diskursanalytischen Ansätzen. Dabei erforschte er, wie und mit welchen Folgen Sprache im gesellschaftlichen Alltag verwendet wird.
In seinen letzten Jahren widmete er sich zudem der Verbindung zwischen Online- und Offlinesphären und ihrem Einfluss auf linguistische Fragestellungen.

## Publikationen (Auswahl)
- Debating Diversity, Routledge, 1998.
- Language Ideological Debates, Mouton de Gruyter, 1999.
- Discourse: A critical Introduction, Cambridge University Press, 2005.
- Grassroots Literacy, Routledge, 2008.
- The Sociolinguistics of Globalization, Cambridge University Press, 2010.
- Ethnographic Fieldwork: A Beginner's Guide, Cambridge University Press, 2017.
- Durkheim and the Internet, Bloomsbury, 2018.
- Online with Garfinkel, Tilburg University, 2019.